# Bo Alström
Bo Gustaf Adolf Alström, folkbokförd Ahlström, född 7 juli 1937 i Kalmar, är en svensk konstnär. 
Bo Alström har studerat konstvetenskap vid Uppsala universitet men är autodidakt som konstnär. Han har varit verksam som konstnär sedan 1965, haft utställningar i Sverige och utomlands och till och från arbetat som bildlärare. Han har anlitats som konsult av Stockholms läns landsting och Sigtuna kommun. Han är bosatt i Sigtuna och har haft ateljéer på Venngarns slott och Ekolsunds slott.
Han har gjort konstnärliga utsmyckningsuppdrag åt HSB samt i skolor och andra institutioner och haft uppdrag som dekormålare vid Sveriges Television och vid teateruppsättningar.
Bo Alström arbetar inom ett expressivt, ibland realistiskt manér där färgen är ett känslomässigt bärande element. Hans målningar innehåller ofta historiska motiv där olika epoker simultant framställs tillsammans. Ett av hans verk är målningssviten Slaget – en väg till fred med tolv stora bataljmålningar som skildrar slag från olika tidsperioder, vilka alla utgjort en slutpunkt på krigshandlingar. Sviten har bland annat ställts ut på Sigtuna museum, Kastelholms slott på Åland, Roma kloster på Gotland samt i Moskva och Kaliningrad. Alström är representerad vid bland annat Kalmar konstmuseum.